# Humboldt (cràter)

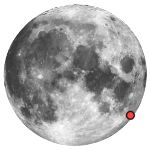
Localització sobre el globus lunar

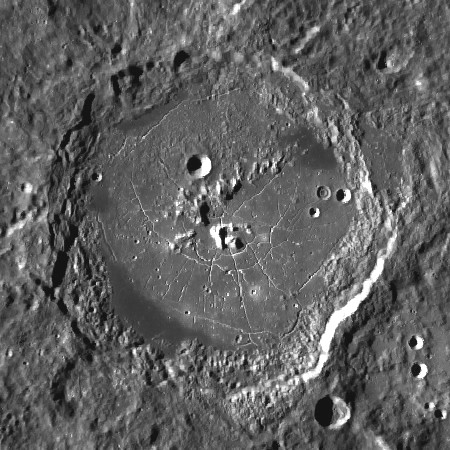
Fotografia de la missió Lunar Reconnaissance Orbiter

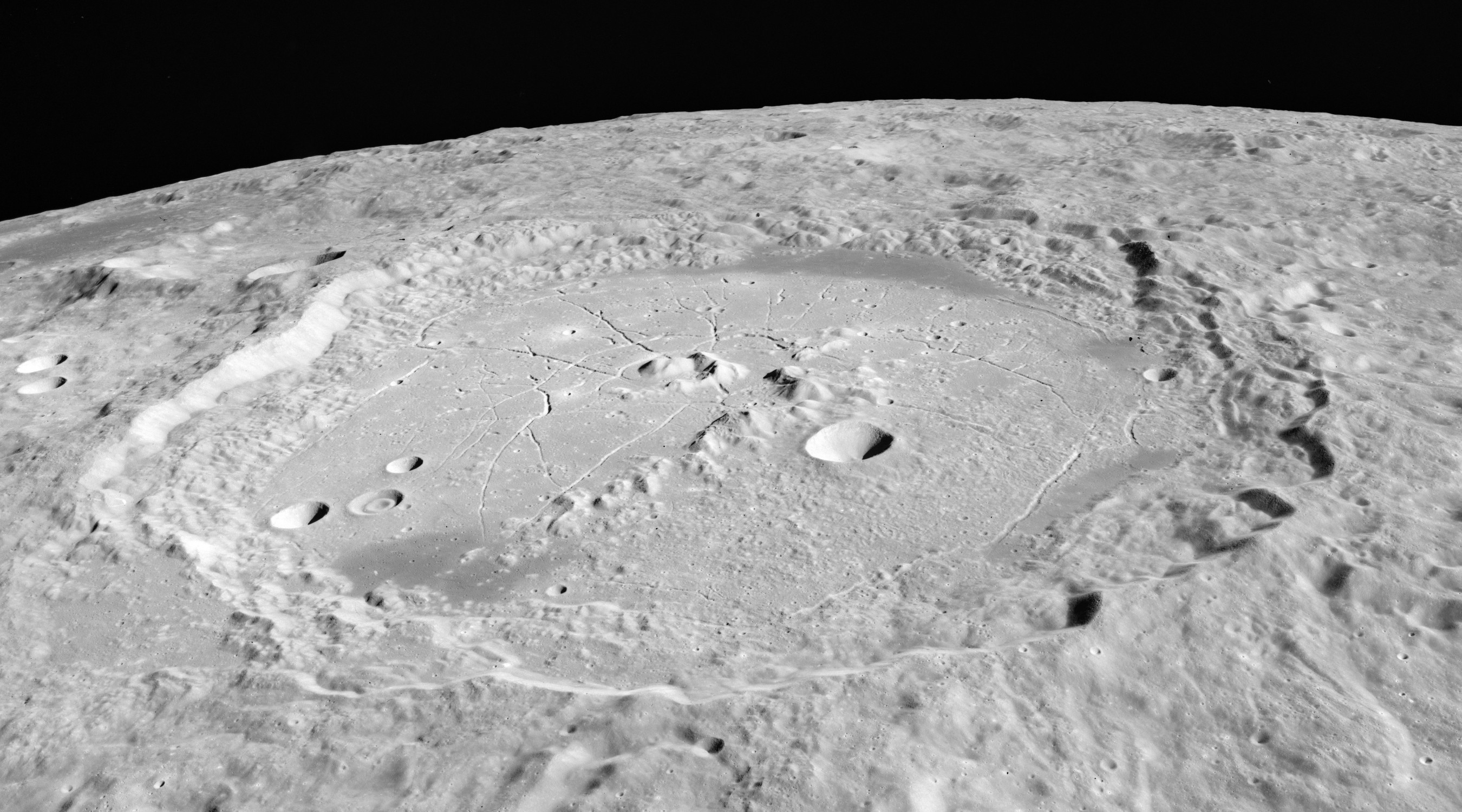
Fotografia de la missió Apol·lo 15

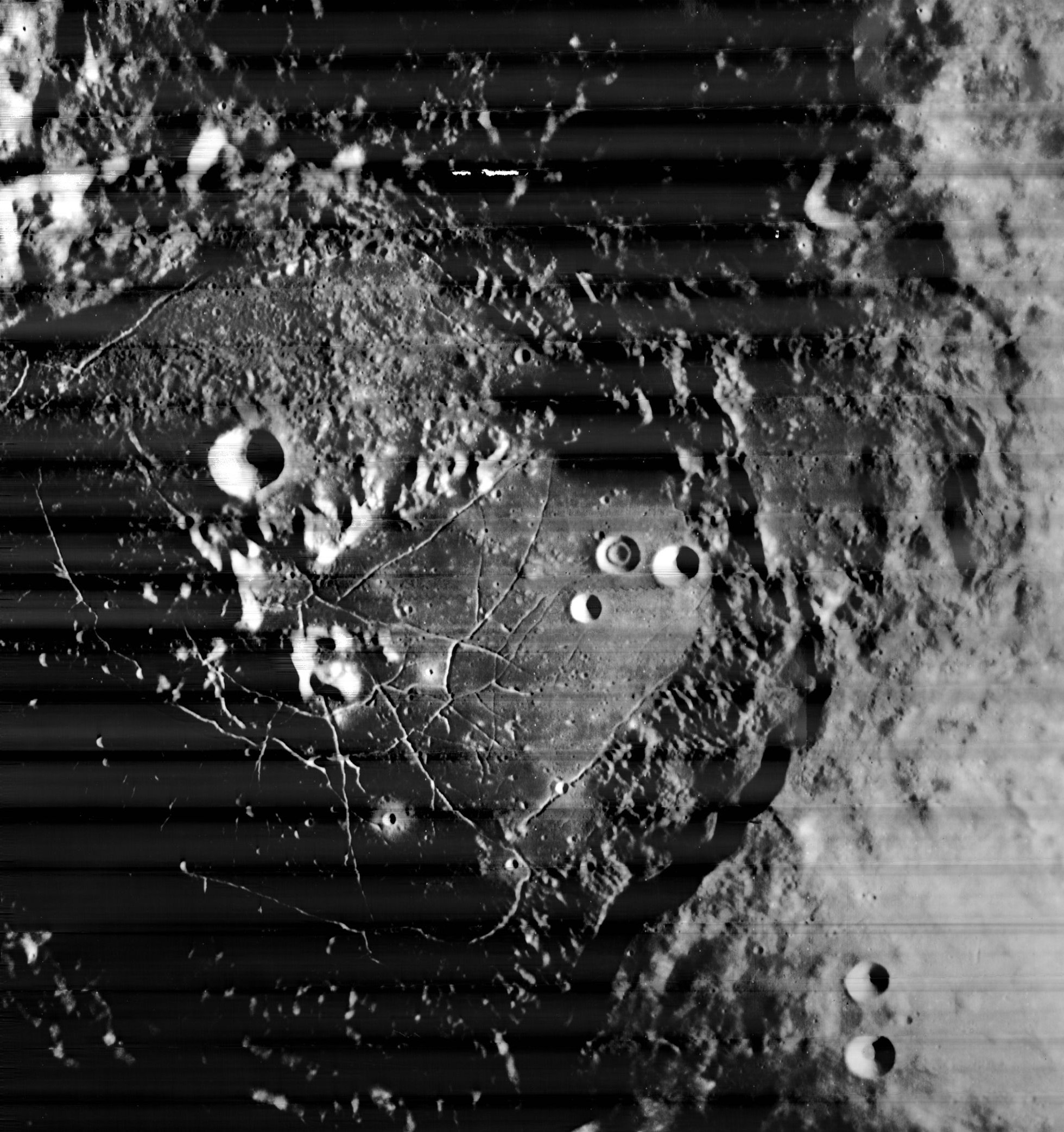
Fotografia de la missió Lunar Orbiter 4 (1967)

Humboldt és un gran cràter d'impacte que es troba prop de l'extremitat oriental del Lluna. A causa de l'escorç, aquesta formació té un aspecte extremadament ovalat. La forma real del cràter és un cercle irregular, amb una indentació significativa al llarg de la riba sud-oriental, on és envaït pel prominent cràter Barnard. Al nord-nord-oest de Humboldt es troba el gran cràter Hecataeus. Phillips està unit a la vora occidental.
La vora de Humboldt és baixa, desgastat, i de contorn irregular. El pic central forma un grup de pujols sobre el sòl del cràter. La superfície del fons conté una xarxa de rimae que formen un patró d'esquerdes radials i arcs concèntrics. També apareixen algunes zones irregulars fosques situades prop de les parets al nord-est, nord-oest, i sud-est. Una catena de cràters està situada al costat de la vora nord-oest del cràter, aconseguint una distància gairebé tan llarga com l'amplària del cràter. Aquesta formació es denomina Catena Humboldt. A causa de la seva ubicació prop de l'extremitat lunar, no es va conèixer detalladament fins que va ser fotografiada per una nau espacial en òrbita (principalment la missió Lunar Orbiter 4).

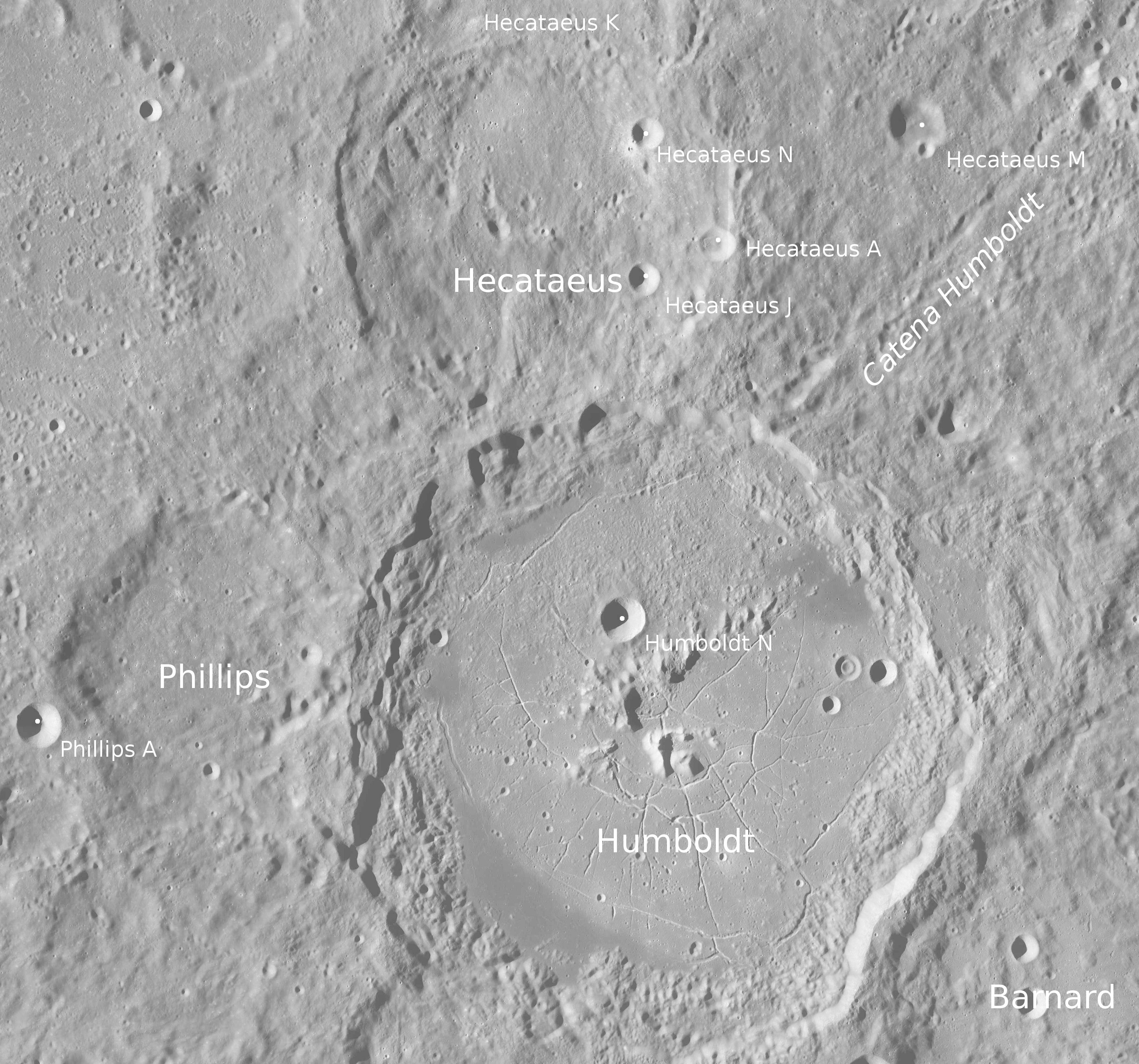
Entorn de Humboldt. Fotografia de la missió Lunar Reconnaissance Orbiter

## Cràters satèl·lit
Per convenció aquests elements s'identifiquen en els mapes lunars col·locant la lletra en el costat del punt mitjà del cràter que està més prop de Humboldt.
|          | \| Humboldt \| Coordenades \| Diàmetre \| \| -------- \| ------------------------------------ \| -------- \| \| B \| 30° 54′ S, 83° 42′ E / 30.9°S,83.7°E \| 21 km \| \| N \| 26° 00′ S, 80° 30′ E / 26.0°S,80.5°E \| 14 km \| |          |
| Humboldt | Coordenades | Diàmetre |
| B        | 30° 54′ S, 83° 42′ E / 30.9°S,83.7°E | 21 km    |
| N        | 26° 00′ S, 80° 30′ E / 26.0°S,80.5°E | 14 km    |